# سوازنا مورا
سوازنا مورا (بالإسبانية: Susana Mora)‏ (26 يناير 1979 بالمكسيك - ) هي لاعبة كرة قدم مكسيكية في مركز الدفاع.

## وصلات خارجية
- سوازنا مورا على موقع الاتحاد الدولي (مؤرشف)  (الإنجليزية)
- سوازنا مورا على موقع قاعدة بيانات كرة القدم.إي يو (الإنجليزية)